# EX-112
La carretera EX-112 es de titularidad de la Junta de Extremadura. Su categoría es básica. Su denominación oficial es   EX-112 , de Zafra a Villanueva del Fresno.

## Historia de la carretera
Es la antigua C-4311 que fue renombrada en el cambio del catálogo de Carreteras de la Junta de Extremadura en el año 1997.

## Recorrido

### Inicio
Su origen está en la EX-101, en el punto kilométrico 15+330 de la misma (38°22′30″N 6°29′38″O / 38.375081, -6.493789). A pesar de figurar Zafra en la denominación de la carretera, el origen de los kilómetros no está en dicha localidad sino en la intersección con la nombrada EX-101. La mención de Zafra en la denominación es debido a criterios de más fácil localización.

### Final
Su final está en la localidad de Villanueva del Fresno, en la intersección con la carretera EX-107. (38°22′46″N 7°09′42″O / 38.379583, -7.161772)

### Trazado, localidades y carreteras enlazadas
La longitud real de la carretera es de 71.400 m, de los que la totalidad corresponden a la provincia de Badajoz.
Su desarrollo es el siguiente:
| P. K.           | HITO                                                                                             |
| --------------- | ------------------------------------------------------------------------------------------------ |
| 0+000           | Inicio. Intersección EX-101 en el punto kilométrico 15+330                                       |
| 7+360           | Paso bajo el ferrocarril Zafra-Jerez de los Caballeros con dos estructuras, una por cada sentido |
| 7+620           | Acceso camino Encinar (Alconera)                                                                 |
| 8+470 - 9+000   | Travesía Burguillos del Cerro                                                                    |
| 9+830 9+860     | Puente sobre Rivera de San Lázaro                                                                |
| 10+130          | Intersección BA-031 (Salvatierra de los Barros)                                                  |
| 15+390          | Paso bajo el ferrocarril Zafra-Jerez de los Caballeros con dos estructuras, una por cada sentido |
| 18+220 - 18+820 | Travesía de Brovales                                                                             |
| 19+540          | Acceso a Estación de Tratamiento de Residuos Sólidos Urbanos de Jerez de los Caballeros.         |
| 19+800 - 19+830 | Puente sobre el río Brovales                                                                     |
| 22+130          | Intersección a Valuengo                                                                          |
| 27+060 - 29+560 | Travesía de Jerez de los Caballeros                                                              |
| 27+520          | Intersección N-435 antigua                                                                       |
| 29+810          | Paso bajo N-435                                                                                  |
| 30+410 - 32+400 | El trazado de la carretera acondicionada sigue el antiguo del ferrocarril sin acabar             |
| 32+210          | Intersección BA-081 (Higuera de Vargas)                                                          |
| 41+650          | Intersección BA-078 (Zahínos)                                                                    |
| 44+460 - 46+140 | Travesía de Oliva de la Frontera                                                                 |
| 44+950          | Intersección EX-317                                                                              |
| 49+110          | Intersección BA-102 (Valencia del Mombuey)                                                       |
| 51+800 - 51+850 | Puente sobre río Zaos                                                                            |
| 57+460 - 57+540 | Puente sobre el río Godolid                                                                      |
| 67+390 - 67+480 | Puente sobre el río Alcarrache                                                                   |
| 71+210 - 71+400 | Travesía de Villanueva del Fresno                                                                |
| 71+400          | Fin. Intersección EX-107                                                                         |

### Otros datos de interés
(IMD, estructuras singulares, tramos desdoblados, etc.).
Los datos sobre Intensidades Medias Diarias en el año 2006 son los siguientes:
| P. K.                            | IMD   | Ligeros | Pesados | % Pesados |
| -------------------------------- | ----- | ------- | ------- | --------- |
| 3+000 (Burguillos del Cerro)     | 4.212 | 3.883   | 330     | 7,8       |
| 22+500 (Jerez de los Caballeros) | 3.026 | 2.648   | 378     | 12,5      |
| 38+000 (Oliva de la Frontera)    | 2.329 | 2.122   | 207     | 8,9       |
| 48+000 (Oliva de la Frontera)    | 914   | 805     | 109     | 11,9      |
| 70+000 (Villanueva del Fresno)   | 504   | 394     | 111     | 21,9      |

### Evolución futura de la carretera
Está decidida por parte de la Junta de Extremadura su conversión en autovía en el tramo entre   EX-101  y Jerez de los Caballeros. Tendrá la denominación   EX-A3  y se están redactando en estos momentos los Proyectos de Construcción. La carretera actual en dicho tramo se repondrá y mantendrá la denominación   EX-112 .